# Leche de pantera

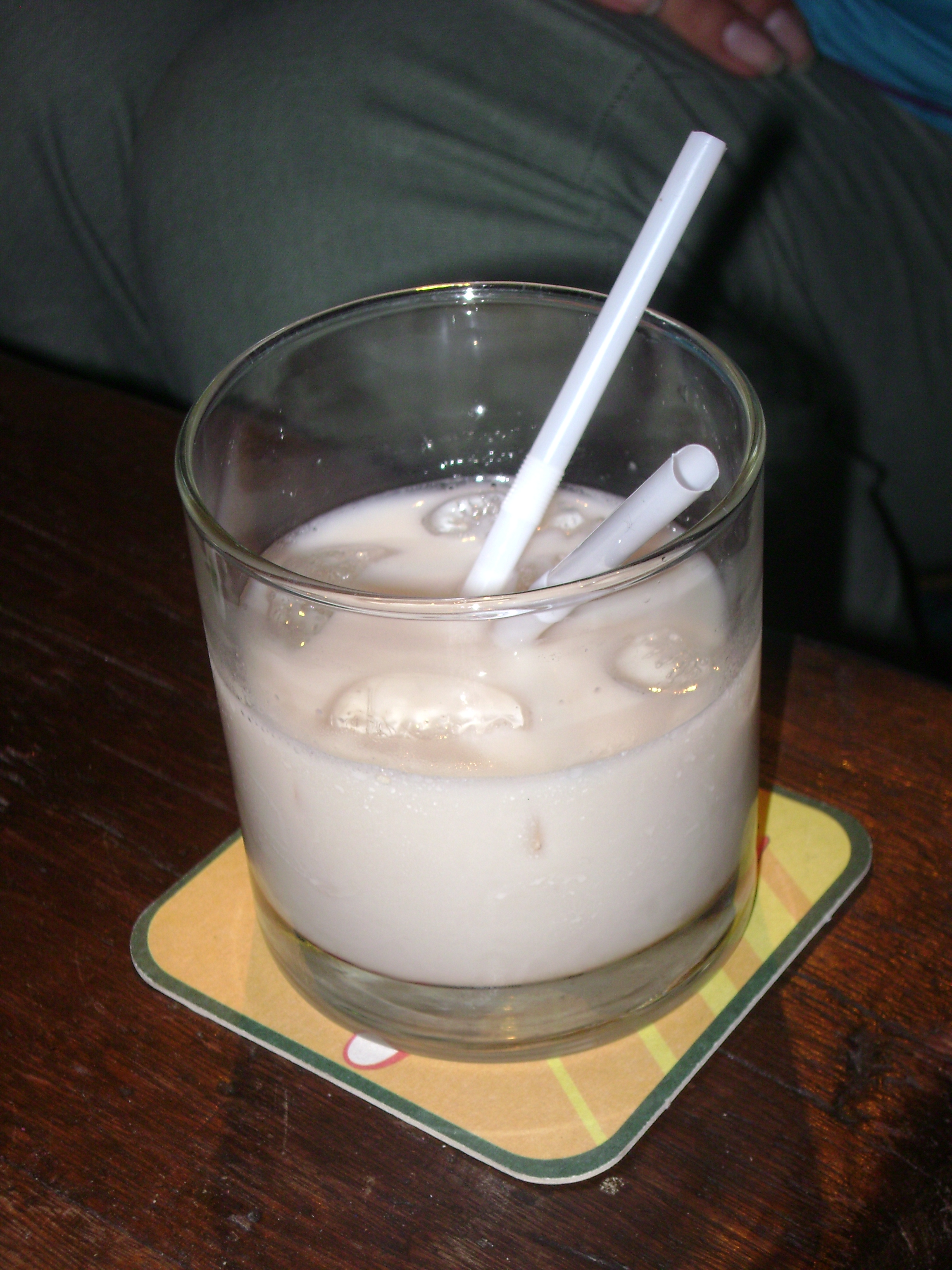
Leche de pantera

La Leche de pantera fue un cóctel muy popular en la España de los años setenta. Consta de forma genérica en una mezcla de leche y ginebra. Puede ser elaborado con leche condensada y ginebra. Otras variantes contienen leche, ginebra (dos partes de leche condensada por una de ginebra), clara de huevo y canela. Fue popular como bebida de la Legión Española que se servía en los bares y mesones donde asistían. Una característica que se repite en todas sus variantes es que se sirve fría, y a veces con hielo picado.